# Hind Meddeb
Pour les articles homonymes, voir Meddeb.
Hind Meddeb, née à Châtenay-Malabry dans les Hauts-de-Seine, est une journaliste et documentariste française.

## Biographie
Née en 1978 à Châtenay-Malabry, fille de l'écrivain tunisien Abdelwahab Meddeb et de la linguiste algéro-marocaine Amina Maya Khelladi, Hind Meddeb est titulaire d'un master de philosophie, obtenu à l'université Paris-Nanterre sous la direction d'Étienne Balibar et Tereza Orozco de l'université libre de Berlin, et d'un master de sciences politiques obtenu à l'École doctorale de Sciences Po Paris sous la direction de Jean Leca. Elle est aussi titulaire d'une licence d'allemand LCE (langue et culture étrangère) à l'université Sorbonne-Nouvelle.

### Journaliste
En 2005, l'un de ses textes reçoit le deuxième accessit du prix Daniel Pearl.
Elle est journaliste sur France 24 de 2006 à 2008, avant de rejoindre France Info où elle réalise la chronique hebdomadaire Itinéraires et des reportages pour le service culture de la rédaction de 2007 à 2014.
De 2007 à 2011, elle est chroniqueuse dans l'émission Ça balance à Paris sur Paris Première et reporter pour le magazine Tracks sur Arte, avec la diffusion de plusieurs reportages : Lebanese Sound of War (2007), La Nouvelle Vague du cinéma égyptien, Electro Chaâbi et Rap tunisien et révolution (2011).
De septembre 2014 à juin 2015, elle présente la chronique À l'autre bout du casque dans la matinale de France Musique présentée par Vincent Josse.
Depuis octobre 2017, elle participe régulièrement au magazine radiophonique Néo Géo sur Radio Nova, présenté par Bintou Simporé. Elle y anime la rubrique artistique 3 temps 3 mouvements.

### Documentariste
En 2008, son premier documentaire, intitulé De Casa au paradis, retrace le destin de quatorze kamikazes marocains à Casablanca. 
En juin 2012, elle signe le Manifeste des 70 pour la démocratie en Tunisie.
Au lendemain de la révolution égyptienne, elle se rend dans les bidonvilles du Caire, là où la jeunesse danse au son de l'électro chaâbi, et tourne entre 2011 et 2013 son second documentaire.
Tourné en parallèle, deux ans après la révolution tunisienne de 2011, le documentaire Tunisia Clash prend la forme d'un road movie intime, au moment où le rappeur Weld El 15 est en cavale dans l'attente de son procès. Elle traverse, avec lui et le rappeur Phenix, la Tunisie post-révolutionnaire, des banlieues populaires de Tunis jusqu'aux plateaux désertiques du centre du pays. Sur cette route, une scène alternative se dessine : artistes, militants, citoyens ordinaires lui confient leurs rêves et leurs espoirs, entre constat amer, désir de révolte et soif de liberté. Durant le tournage, elle est brièvement arrêtée à Tunis, accusée de troubles à l'ordre public et d'outrage à agents après avoir pris la défense de Weld El 15, finalement emprisonné pour deux ans à la suite de la sortie de sa chanson Boulicia Kleb (« Les policiers sont des chiens » en dialecte tunisien) qui dénonce les pratiques de la police tunisienne,. Accusée d'outrage à agent et de trouble aux bonnes mœurs, elle se rend à son procès à Tunis le 25 novembre 2013 ; elle est condamnée à quatre mois de prison avec sursis,.
Avec Organisez-vous !, Hind Meddeb revient sur l'histoire de l'organisation communautaire. une technique inventée aux États-Unis dans les années 1930 et reprise par quelques jeunes Français qui essayent de l'introduire dans leurs quartiers. De septembre 2015 à juin 2016, elle suit la ministre française de l'Éducation nationale, Najat Vallaud-Belkacem, pour en réaliser un portrait intime, Najat Vallaud Belkacem. L'école du pouvoir.
Son film Paris Stalingrad retrace la vie des réfugiés sur les campements de rue autour du métro Stalingrad entre juin et novembre 2016, et suit leur déplacement forcé vers la porte de la Chapelle et au-delà, dans un processus d'invisibilisation et de mise à l'écart d'une violence extrême ou comment la ville de Paris se ferme de plus en plus aux étrangers en créant de nouvelles frontières jusque dans l'enceinte même de la ville. Le film sort en salles le 26 mai 2021. La première de son documentaire Soudan, souviens-toi de nous a lieu aux Giornate degli Autori 2024, section indépendante de la Mostra de Venise,.

## Filmographie
- 2008 : De Casa au paradis, documentaire co-réalisé avec Gallagher Fenwick d'après une idée originale d'Abdellah Tourabi, diffusé sur Planète+, mention spéciale du jury au Festival international du grand reportage d'actualité et du documentaire de société et deux prix au Festival du film documentaire d'Abu Dhabi[17] ;
- 2013 : Electro Chaâbi, documentaire, 77 min, soutenu par le Centre national de la cinématographie, diffusé sur Al Jazeera Documentary Channel (en) en 2015 et distribué en vidéo à la demande par Amazon et Vimeo, sélectionné dans une centaine de festivals (Festival du film de Londres, Festival international du film de Göteborg, Festival international du film de Rotterdam et Festival international du film de Seattle) et récompensé par le prix de l'Académie Charles-Cros et le prix des lycéens au Festival des cinémas d'Afrique du Pays d'Apt ;
- 2013 : Méditerranéennes, mille et un combats, documentaire co-écrit avec Serge Moati, 90 min, diffusé sur France 2 ;
- 2015 : Tunisia Clash, documentaire, 60 min, programmé au cinéma Le Louxor, à la Gaîté-Lyrique et au MuCEM ;
- 2015 : Filme ton quartier!, documentaire, diffusé sur France 3[18] ;
- 2016 : Organisez-vous !, documentaire, 52 min, diffusé sur Public Sénat en avril 2016 ;
- 2017 : Najat Vallaud Belkacem. L'école du pouvoir, documentaire, 52 min, diffusé sur France 3 en janvier 2017 ;
- 2019 : Paris Stalingrad, documentaire co-réalisé avec Thim Naccache, 86 min, sélectionné au festival Cinéma du réel, au Festival international du film de Toronto[19],[20], aux Journées cinématographiques de Carthage, au festival DOC NYC et au Festival international du film du Caire[21].
- 2024 : Soudan, souviens-toi, tourné à Khartoum en 2019[3], présenté à la Mostra de Venise et au Festival international du film de Toronto.